# Marco Pantani
Marco Pantani (Cesena, Emilia-Romaña, 13 de enero de 1970-Rímini, Emilia-Romaña, 14 de febrero de 2004) fue un ciclista profesional italiano, ganador del Giro de Italia 1998 y el Tour de Francia del mismo año.
Apodado "El Pirata", obtuvo sus mejores resultados en pruebas de ciclismo por etapa y fue, hasta 2014 -año en que triunfó Vincenzo Nibali-, el último italiano en ganar el Tour de Francia (en 1998, 33 años después que Felice Gimondi) y el penúltimo ciclista en ganar el Giro de Italia y el Tour de Francia en el mismo año (esta hazaña la han logrado Fausto Coppi en 1949 y 1952, Jacques Anquetil en 1964, Eddy Merckx en 1970, 1972 y 1974, Bernard Hinault en 1982 y 1985, Stephen Roche en 1987,  Miguel Induráin en 1992 y 1993, Marco Pantani en 1998 y Tadej Pogačar en 2024). Está considerado uno de los mejores escaladores de la historia del ciclismo.

## Biografía
De 1,72 metros de altura y 57 kilos de peso, Pantani tenía el tipo clásico de escalador, como demostraría a partir de entonces en su carrera. Debutó en una gran vuelta en el Giro de Italia 1993, que abandonó, pero tuvo una soberbia actuación en el de 1994, donde quedó segundo por detrás de Eugeni Berzin y por delante del entonces tricampeón del Tour Miguel Induráin. Dos meses después, debutaría en el Tour de Francia, quedando tercero en la clasificación final. Pero, después de haber conseguido vencer sus dos primeras etapas en la ronda francesa en el Tour 95, justo cuando se adivinaba el despegue de su carrera, Pantani sufrió una terrible colisión con un automóvil, en el transcurso de la Milán-Turín en octubre de 1995, que le provocó una doble fractura en una pierna amenazando con el prematuro fin de su carrera profesional. Esto provocó que se perdiera toda la temporada 1996 y el principio de la de 1997.

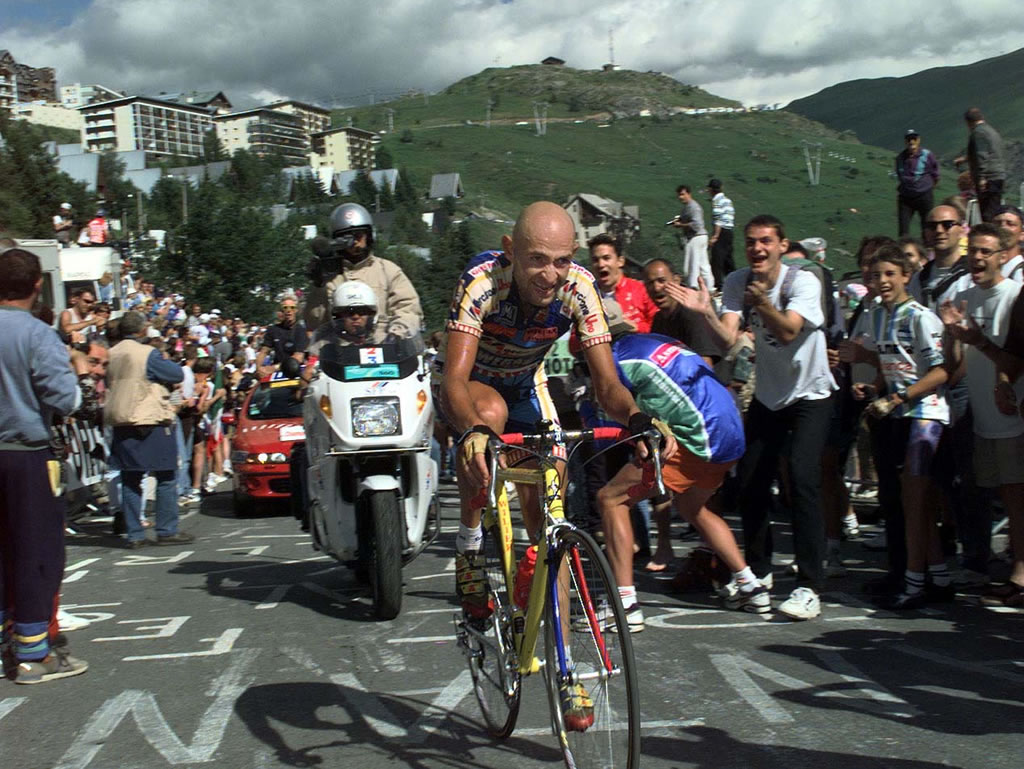
Pantani ascendiendo el Alpe d'Huez en el Tour de 1997

En la primavera de 1997, ya recuperado de la grave lesión, retornó a la competición, pero durante el Giro sufrió una caída al cruzarse un gato en su camino, que provocó su retirada de la carrera. En el Tour de ese año protagonizó una intensa lucha por el maillot amarillo; aunque se mostró imbatible en la montaña, Jan Ullrich, muy superior en las etapas contrarreloj, supo limitar el tiempo perdido en los Alpes y Pirineos logrando la victoria final y relegando a Pantani al tercer puesto.
El año siguiente (1998), Pantani logró por fin derrotar a Ullrich en el Tour al obtener sobre él una ventaja de casi 9 minutos en la larguísima 15.ª etapa (Grenoble-Les Deux Alpes), donde Pantani inició su ataque en el puerto del Galibier. Aunque Ullrich trató de recuperar el tiempo perdido en la etapa posterior, que llegaba a Albertville (previo ascenso al durísimo Col de la Madeleine), la remontada no fue posible y Pantani se convirtió en el primer italiano, desde Felice Gimondi en 1965, en vestir el maillot amarillo en París. Su logro fue notable, ya que durante muchos años el Tour había estado dominado por especialistas de la contrarreloj como Miguel Induráin, Jan Ullrich y Bjarne Riis; desde los tiempos de Pedro Delgado, ningún escalador había obtenido la victoria, y su éxito, en cierto modo, hizo resurgir la leyenda del especialista de la montaña.
El mismo año se había proclamado vencedor de un Giro que no estaba diseñado a su medida sin multitud de etapas de montaña. La ventaja que obtuvo en las cumbres italianas, donde ganó 2 etapas, le permitió superar finalmente a especialistas de la contrarreloj como Alex Zülle y Pável Tonkov.
En el Giro de 1999, tras vencer en cuatro etapas y siendo líder destacado de la carrera, fue descalificado al observarse altos niveles de hematocrito en su sangre, lo que sugería un caso de dopaje con EPO, aunque este extremo no se pudo probar de forma concluyente. En el Tour de 2000 corrió sin posibilidades de victoria, aunque mostró destellos de su calidad en la montaña. En un mano a mano en el ascenso al Mont Ventoux, consiguió escapar junto a Lance Armstrong, que resultaría vencedor final del Tour. Al alcanzar la meta, Armstrong le cedió la victoria de etapa; sin embargo, Pantani no agradeció el gesto, originando las malas relaciones entre ambos, agravadas al referirse Armstrong a Pantani como el "Elefantino", un sobrenombre que odiaba. Esta sería la penúltima victoria de Pantani, siendo la última, esta vez en solitario, otra etapa de montaña en ese mismo Tour. A pesar de esas 2 victorias de etapa en el Tour, El Pirata se acabó retirando, totalmente hundido moralmente por su presunto dopaje. A partir de entonces apenas volvió a competir.

### Declive del ciclista y muerte

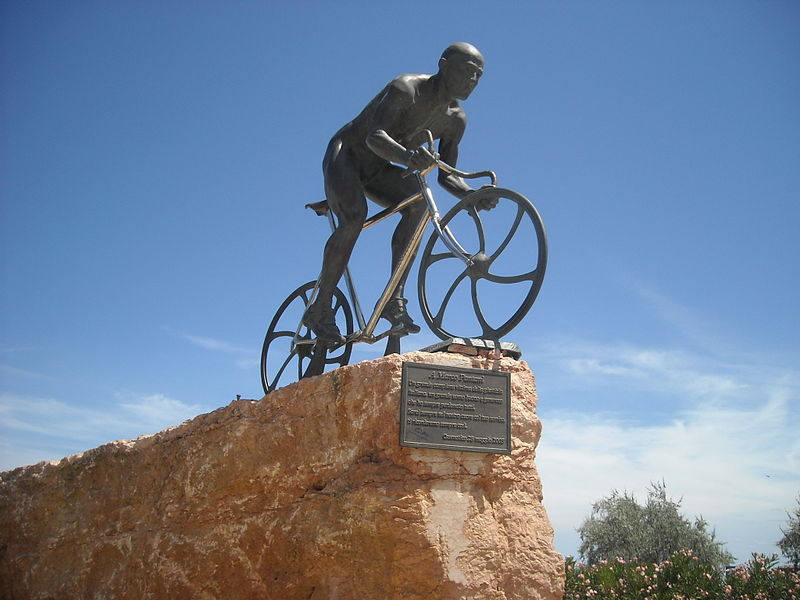
Monumento de Pantani en Cesenatico.

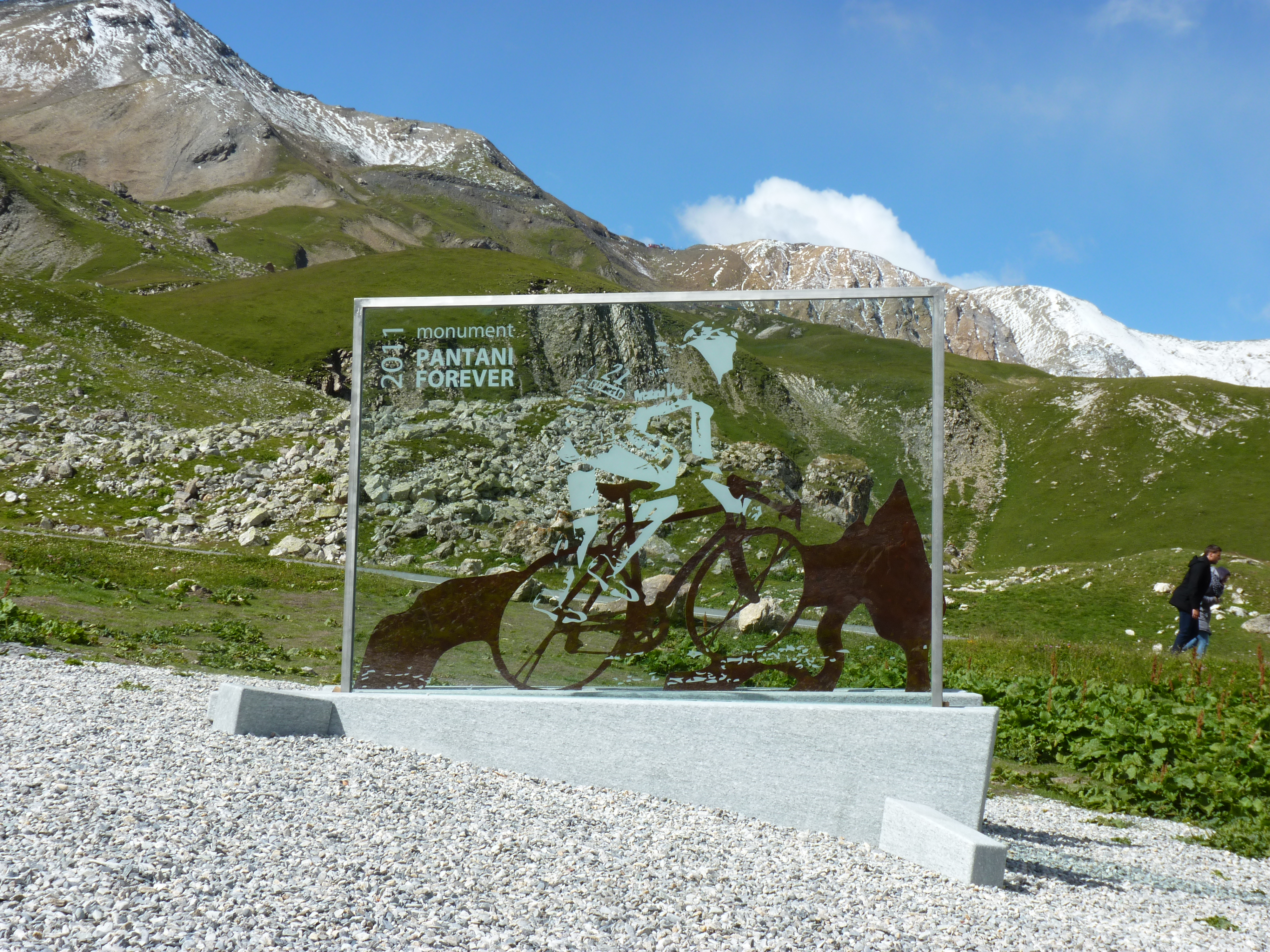
Monumento de Pantani en Col du Galibier.

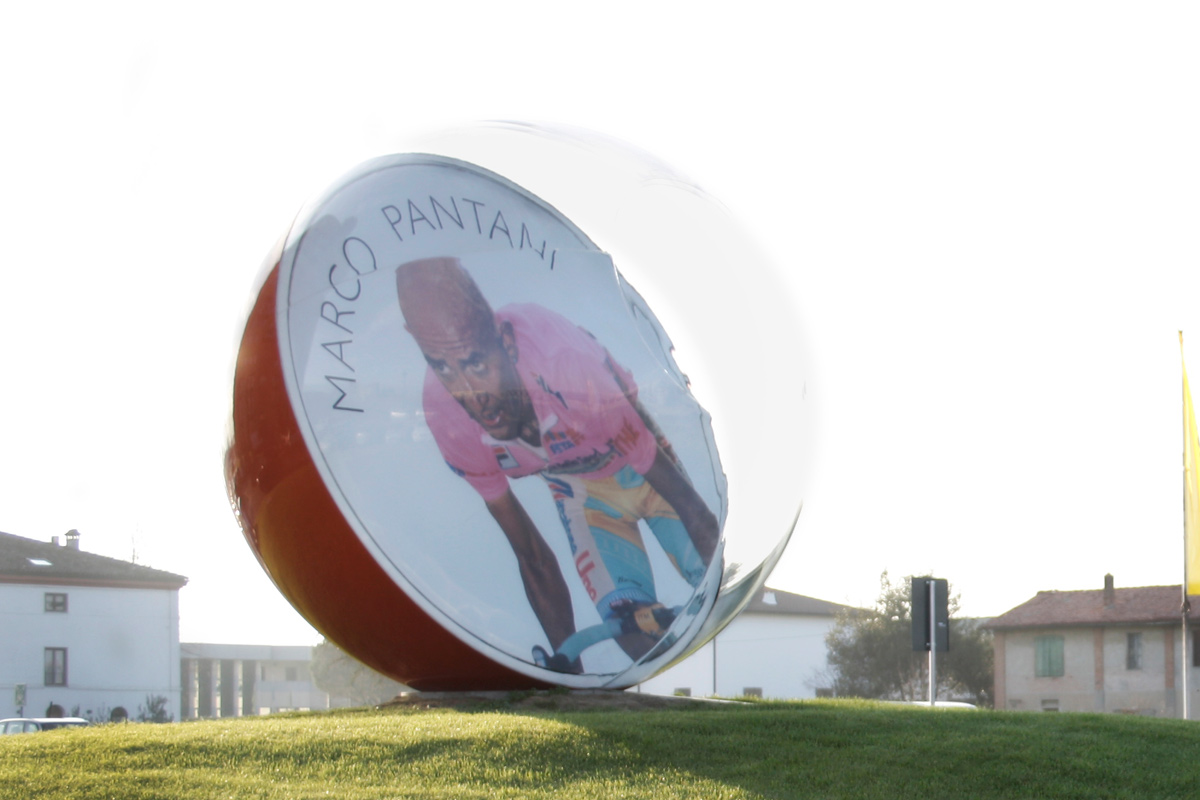
Monumento de Pantani en Imola.

A pesar del caso de la acusación de dopaje, la popularidad de Pantani no decayó debido a sus explosivos ataques que animaban la carrera tras años de dominio de especialistas en la contrarreloj y restituían a la montaña el protagonismo en la carrera que tuvo antaño.
Fue considerado por muchos el mejor escalador profesional de su generación, en buena parte debido a su triunfo en el Tour de Francia y el Giro de Italia en 1998. La cinta que solía llevar en su cabeza rapada y su estilo atacante en la bicicleta le valieron el sobrenombre de El Pirata. Sin embargo, a partir de 1999, su carrera se vio truncada por acusaciones de dopaje, que él siempre rechazó.
El 14 de febrero de 2004 Pantani fue encontrado muerto en la habitación de un hotel en la localidad costera italiana de Rímini, adonde había llegado unos días antes. La sospecha de que se hubiera suicidado, después de que se encontraran en la habitación medicamentos antidepresivos (de ellos algunas cajas vacías y otras iniciadas), fue descartada por el fiscal investigador; sin embargo, no fue completamente rebatida. Marco Pantani atravesaba una crisis depresiva. Dos meses antes fallecía en idénticas circunstancias el ciclista español Chava Jiménez, buen amigo de El Pirata.
La autopsia dio por causa de muerte un paro del corazón como resultado de un edema pulmonar y cerebral. El 19 de marzo de 2004 el informe oficial de la autopsia a Pantani estableció que este murió por una sobredosis de cocaína. Su adicción a esta sustancia se remontaba al otoño de 1999, poco después de su expulsión del Giro de Italia, y era conocida en su círculo de amigos. Muchos de éstos consideran que El Pirata murió en realidad antes de 2004, concretamente, aquella mañana de 1999 en la localidad de Madonna di Campiglio, donde comenzaba la penúltima etapa de una competencia que lo sentenció para siempre, ya que el mazazo emocional y psicológico que supuso para el ciclista fue tremendo y ya nunca se recuperó.
En 2008 la madre de Pantani explica su versión de los hechos sobre la muerte de su hijo en un libro titulado Era il mio figlio (Era mi hijo).
El 24 de julio de 2013 una comisión de investigación del Senado de Francia publicó un informe en el que figuraban los resultados de unos análisis realizados en 2004 de muestras de sangre y orina recogidas durante el Tour de Francia 1998. Pantani fue asociado a algunas de las muestras que dieron positivo por EPO, al igual que los otros ciclistas que le acompañaron en el podio en esa edición de la carrera francesa, Jan Ullrich y Bobby Julich.
En agosto de 2014, la Fiscalía de Rimini volvió a abrir la investigación sobre la muerte de Marco Pantani, aceptando la tesis del abogado de la familia Pantani, según el cual el ciclista fue golpeado y obligado a beber cocaína diluida en agua.
El 14 de marzo de 2016, un tribunal italiano reconoció oficialmente que el positivo de Pantani en 1999 había sido manipulado por la mafia para controlar y manipular las apuestas deportivas.

## Palmarés
| 1994 - 2.º en el Giro de Italia, más 2 etapas - 3.º en el Tour de Francia, más clasificación de los jóvenes 1995 - 3.º en el Campeonato del Mundo en Ruta - 2 etapas del Tour de Francia, más clasificación de los jóvenes - 1 etapa de la Vuelta a Suiza 1997 - 3.º en el Tour de Francia, más 2 etapas - Rominger Classic - Circuito de Bologna, más 1 etapa - Criterium di Pijnacker - Bicicleta por Carpi | 1998 - Giro de Italia , más 2 etapas y clasificación de la Montaña - Tour de Francia , más 2 etapas - 1 etapa de la Vuelta a Murcia - Premio Azzurra de Italia - À travers Lausanne - Ole Ritter Classic - Rominger Classic - Boucles de l'Aulne 1999 - 4 etapas del Giro de Italia - 1 etapa de la Setmana Catalana - Vuelta a Murcia, más 1 etapa 2000 - 2 etapas del Tour de Francia - Acht van Chaam |

## Resultados en Grandes Vueltas y Campeonatos del Mundo
| Carrera         | Carrera         | 1992 | 1993 | 1994 | 1995 | 1996 | 1997 | 1998 | 1999 | 2000 | 2001 | 2002 | 2003 |
| --------------- | --------------- | ---- | ---- | ---- | ---- | ---- | ---- | ---- | ---- | ---- | ---- | ---- | ---- |
|                 | Giro de Italia  | —    | Ab.  | 2.º  | —    | —    | Ab.  | 1.º  | Exp. | 28.º | Ab.  | Ab.  | 14.º |
|                 | Tour de Francia | —    | —    | 3.º  | 13.º | —    | 3.º  | 1.º  | —    | Ab.  | —    | —    | —    |
|                 | Vuelta a España | —    | —    | —    | Ab.  | —    | —    | —    | —    | —    | Ab.  | —    | —    |
| Mundial en Ruta | Mundial en Ruta | —    | —    | Ab.  | 3.º  | —    | —    | —    | —    | —    | —    | —    | —    |

—: no participa

Ab.: abandono

## Equipos
- Carrera (1992-1996)
- Mercatone Uno (1997-2003)

## Reconocimientos
- Bicicleta de Oro (1998).
- 3.º puesto en la Bicicleta de Oro (1997).
- Mendrisio de Oro (1998).